# نبات اليهودي الزاحف

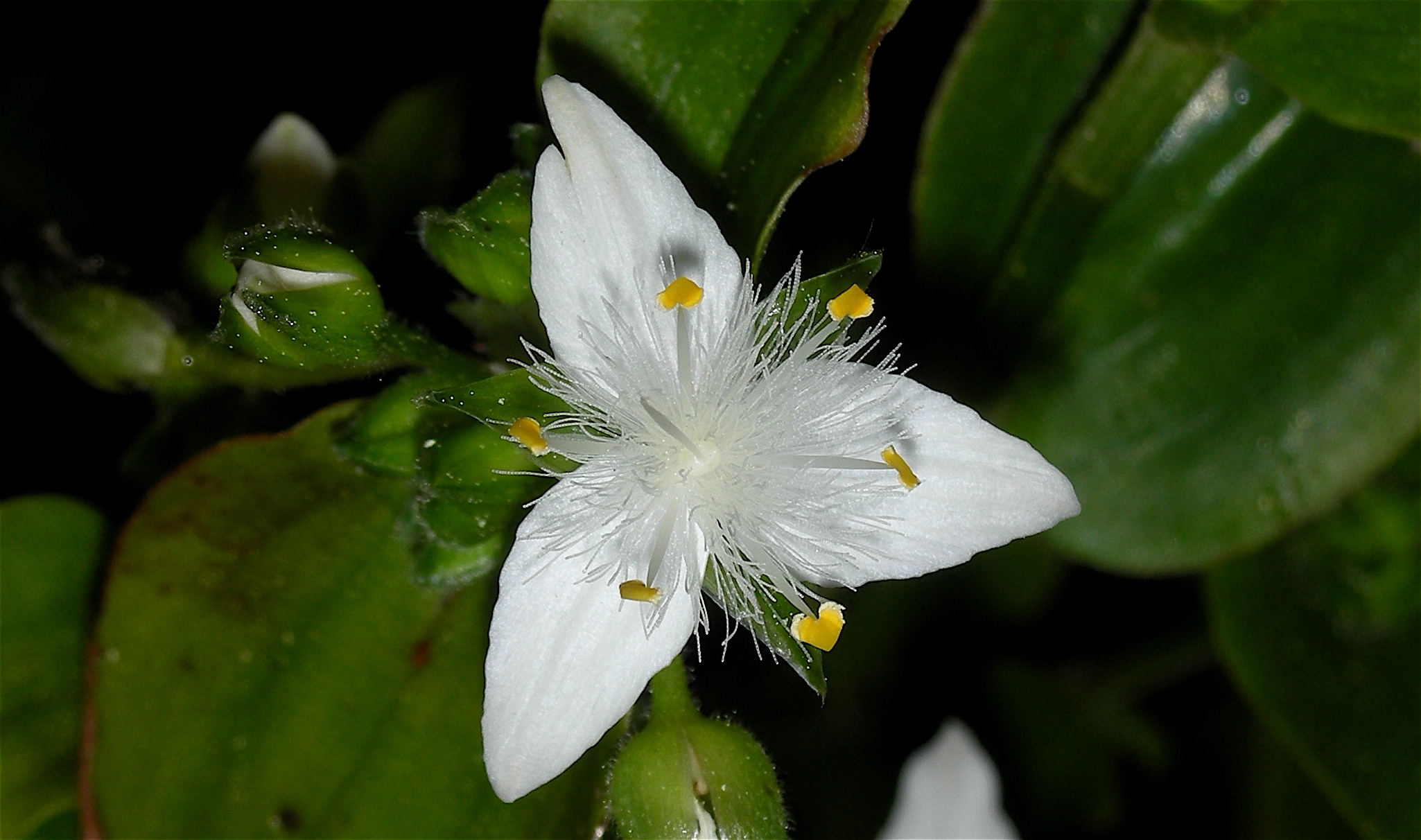

نبات اليهودي الزاحف (الاسم العلمي: Tradescantia  fluminensis)، هو نبات ينتمي إلى (فصيلة: Commelinaceae).